# Шмиц, Фридрих
Фридрих Шмиц (нем. Friedrich Schmitz; 8 марта 1850, Саарбрюккен — 24 января 1895, Грайфсвальд) — немецкий ботаник.

## Биография
В 1867 году стал студентом Боннского университета, где изучал математику и естественные науки, в 1870 году перешёл в университет Вюрцбурга. Участвовал во Франко-прусской войне, по возвращении с фронта получил докторскую степень в области ботаники в Бонне. Позже был экстраординарным профессором ботаники в Галле, затем в Страсбурге; в 1874 году хабилитировался, в 1878 году был назначен адъюнкт-профессором в университет Бонна, где также заведовал ботаническим садом, а с 1884 года до своей смерти состоял ординарным профессором и директором ботанического сада в Грейфсвальде. Умер от пневмонии.

## Научная деятельность
Шмиц был одним из первых ботаников, обративших серьёзное внимание на изучение анатомии клетки низших растений (водорослей и грибов). В этой области им были проведены важнейшие для его времени исследования; так, например, он открыл в клетках водорослей и грибов многоядерные клетки («Beobachtungen über die vielkernigen Zellen der Siphonocladien», «Festschr. naturf. Ges. zu Halle», 1879; «Ueber den Bau der Zellen bei Siphonocladien»; «Untersuchungen über die Zellkerne der Thallophyten», «Untersuchungen über die Struktur des Protoplasma und der Zellkerne der Pflanzenzellen», «Sitzungsber. d. niederrhein. Ges. Bonn», 1879, 1880); изучал хроматофоры водорослей («Die Chromatophoren der Algen», Бонн, 1883) и так далее.
Шмиц занимался также морфологией и систематикой водорослей, преимущественно красных («Untersuchungen über die Befruchtung der Florideen», «Sitzungsber. Berlin. Akad. Wissensch.», 1883; «Systematische Uebersicht der bisher bekannten Gattungen der Florideen», «Flora», 1889, обработка «Florideae» в Engler und Prantl’s «Pflanzenfamilien» вместе с Гауптфлейшем и так далее), и морфологией высших растений («Bluthenentwickelung der Piperaceen», 1872; «Die Familien diagramme der Rhoeadinnen», 1878 и так далее).